# 스토리 잡스
《스토리 잡스》는 대한민국의 종합편성채널인 TV조선에서 수요일 밤 11시 10분에 방송된 예능 프로그램이다.

## 방송 시간
| 방송 채널 | 방송 기간                          | 방송 시간                            | 방송 분량 |
| --------- | ---------------------------------- | ------------------------------------ | --------- |
| TV조선    | 2012년 11월 14일 ~ 2013년 2월 27일 | 매주 수요일 밤 11시 10분 ~ 12시 20분 | 70분      |

## MC
임성훈, 박지윤

## 방송 내용
- 1회(2012.11.14) : 항공승무원
- 2회(2012.11.23)[1] : 무속인, 역술인
- 3회(2012.11.28) : 행사가수

TV에 나오지 못하고 밤무대를 전전하면서 생계를 유지하는 가수들이다.
- 4회(2012.12.12) : 치킨집 사장님 ~~박명수가 나왔다면 대박이었을텐데...지금은 안하니까 뭐...~~
- 5회(2012.12.26) : 호스피스
- 6회(2013.01.02) : 성우

박일, 이선, 박형욱, 안장혁, 정재헌, 박기량, 홍승옥, 김현심, 선호제 출연.
- 7회(2013.01.09) : 형사
- 8회(2013.01.16) : 스타 강사
- 9회(2013.02.06) : 쇼호스트
- 10회(2013.02.13) : 뷰티 전문가

미(美)와 관련하여 일하는 전문의, 디자이너, 스타일리스트, 아티스트들이 출연했다.
- 11회(2013.02.20) : 댄서
- 12회(2013.02.27) : 종합격투기 선수